# Processo Spartacus
Il processo Spartacus è stato un processo penale svoltosi in Italia e durato dal 1998 al 2010, anno in cui è stata emessa la sentenza della Cassazione, e condotto principalmente a carico di membri del clan camorristico del clan dei Casalesi, che vide oltre 115 persone processate, fra cui il boss Francesco Schiavone, soprannominato "Sandokan".

## Storia
Il processo ha avuto origine da un'indagine avviata dalla DDA sin dal 1993, da un pool di magistrati composto da Lucio Di Pietro, Federico Cafiero De Raho, che ha sostenuto l'accusa durante il dibattimento, Franco Greco e Carlo Visconti. I magistrati hanno ricostruito le vicende del clan dei casalesi da quando era guidato dal boss Antonio Bardellino, scomparso misteriosamente in Brasile nel 1988.
Il processo si è aperto presso la Corte d'assise del Tribunale di Santa Maria Capua Vetere, presieduta da Catello Marano, in qualità di presidente della corte, il 1º luglio 1998.

### Gli imputati
Gli imputati furono 31, tra questi Michele Zagaria e Antonio Iovine considerati ai vertici del clan dei Casalesi e nei cui confronti è stato chiesto l'ergastolo. Stessa richiesta per Francesco Bidognetti (soprannominato "Cicciotto ‘e mezzanotte") e Francesco Schiavone ("Sandokan"), entrambi detenuti e ritenuti i capi storici dell'organizzazione. Richiesta d'ergastolo anche per Walter Schiavone, Francesco Schiavone, cugino e omonimo di "Sandokan", Vincenzo Zagaria, tutti detenuti, e Raffaele Diana, recentemente arrestato.
Altri cinque imputati hanno già chiuso il processo con un "concordato" che, nei casi di ergastolo, ha comportato una condanna di trent'anni di reclusione.

### Il primo grado
Il processo è terminato in primo grado il 15 settembre 2005, con sentenza (3187 pagine in 550 "faldoni", giudice estensore Raffaello Magi) depositata nel giugno dell'anno successivo.
Tra i dati di questo "maxiprocesso": l'escussione di 508 testimoni (25 dei quali collaboratori di giustizia), l'interrogatorio di Carmine Schiavone, cugino di Sandokan, pentito dal 1993 (e grazie al quale la DDA avviò l'indagine), è durato 49 udienze, 50 udienze per la requisitoria del pubblico ministero, 108 udienze per le arringhe dei difensori. L'esito provvisorio di questa prima fase è stato di 95 condanne (di cui 21 ergastoli), 21 assoluzioni (assolti quasi tutti i politici coinvolti e i rappresentanti delle forze dell'ordine) mentre altri dieci imputati sono morti prima della conclusione del dibattimento.

### Il processo di appello
Durante l'udienza del 13 marzo 2008, del processo d'appello, che si svolge nella prima sezione della Corte d'assise d'appello di Napoli, nell'aula bunker "Ticino uno" di Poggioreale, presieduta dal presidente Raimondo Romeres, i boss imputati Francesco Bidognetti e Antonio Iovine (quest'ultimo ricercato dal 1996) hanno prodotto un documento che faceva riferimento anche alla possibilità di appellarsi alla parte della legge Cirami riguardante la "legittima suspicione". La formalizzazione e l'accoglimento dell'istanza avrebbe comportato l'attesa di una decisione della Corte di cassazione (con la sospensione dei termini di prescrizione e di custodia cautelare). Ma il tutto si è sgonfiato in seguito alla rimessione del mandato da parte dell'avvocato dei due boss, Michele Santonastaso (lettore del documento in udienza), e delle riprovazioni e del disaccordo avanzati dagli altri avvocati facenti parti dello stesso collegio difensivo (avvocati Mauro Valentino, Raffaele Esposito, Massimo Biffa, Alfonso Baldascino e Carlo De Stavola), i quali hanno dichiarato la loro sorpresa riguardo al documento.
In tale udienza, tuttavia, rimangono rilevanti, al di fuori delle tecniche processuali, le giustificazioni a supporto di tale documento: in questo si dichiarava che l'autore del libro Gomorra (2006), Roberto Saviano (che vive lontano dalla sua città di residenza, Napoli, e sotto scorta dal 2006 per il pericolo di una vendetta dei Casalesi secondo indagini condotte dai Carabinieri), con la sua opera avrebbe "tentato di condizionare l'attività dei giudici", in particolare per avere rimproverato, nello stesso libro, agli organi di informazione di non aver dato un grande e giusto risalto al processo, alla sentenza e alle sue motivazioni (il riferimento è ancora al primo grado), mentre le inchieste giornalistiche di una cronista del quotidiano nazionale Il Mattino, Rosaria Capacchione, avrebbe favorito la Procura di Napoli. Il documento conteneva accuse anche al Pubblico ministero della DDA Raffaele Cantone, già dimessosi all'epoca dei fatti; secondo lo scritto quest'ultimo avrebbe influenzato, con la collaborazione dei pentiti, i giudici della Corte d'Assise. Le parole dei boss hanno suscitato grande clamore tra gli operatori dell'informazione e tra gli esponenti politici italiani, di tutti i partiti, in particolare di provenienza o attivi in Campania. I riferimenti personali sono stati considerati minacce gravi e non espressione di un genuino, ancorché capzioso, diritto di difesa. La voce più autorevole in questa direzione è stata quella del Presidente della Repubblica. Il Mattino del 15 marzo 2008 dà la notizia della telefonata giunta al giornale da parte del Presidente della Repubblica Giorgio Napolitano: «Sto partendo per l'estero ma prima voglio esprimere attraverso il Mattino la mia solidarietà a Roberto Saviano, al giudice Raffaele Cantone e alla vostra giornalista Rosaria Capacchione per le minacce che sono state rivolte loro in un'aula di tribunale dai boss della camorra». 
L'ultima udienza del processo d'appello si è svolta il 16 giugno 2008: il sostituto procuratore generale Francesco Iacone non ha svolto la replica prevista, limitandosi alla richiesta di accoglimento delle richieste di condanna, e Francesco Schiavone, in videoconferenza dal carcere dell'Aquila, ha chiesto e ottenuto la parola. Schiavone l'ha usata per stigmatizzare le riprese video e fotografiche dei vari organi di informazione autorizzati dalla Corte, affermando, tra l'altro, che egli non voleva essere ripreso da «Telekabul» e che non era una «fiera in gabbia». Nel medesimo giorno, la Camera di Consiglio ha cominciato l'iter per emettere la sentenza di secondo grado.

### La sentenza del processo d'appello e le condanne
Il giorno 19 giugno 2008 è giunto il giudizio della sentenza d'appello. Vennero integralmente accolte le 16 richieste di ergastolo formulate dal p.m.: ribadita, dunque, la condanna al carcere a vita per Francesco Schiavone e Francesco Bidognetti. Lo stesso vale per i latitanti Antonio Iovine e Michele Zagaria. L'elenco degli altri condannati all'ergastolo annoverava: Giuseppe Caterino, Cipriano D'Alessandro, Enrico Martinelli, Sebastiano Panaro, Giuseppe Russo, Francesco Schiavone, Walter Schiavone, Luigi Venosa, Vincenzo Zagaria, Alfredo Zara, Raffaele Diana e Mario Caterino.
La presenza degli organi di informazione nell'aula del processo fu notevole. All'uscita dall'aula del dibattimento di Poggioreale, dove era stata emessa da poco la sentenza da parte del presidente Romeres, i magistrati dell'accusa sono stati applauditi dai numerosi presenti. Nell'aula, ad assistere alla lettura del giudizio d'appello, era presente anche Roberto Saviano, sotto scorta.

### La sentenza della Corte di Cassazione
Il processo si è concluso il 15 gennaio 2010 con la sentenza della Cassazione, che ha colpito duramente i vertici dei casalesi. La sentenza ha "azzerato" i vertici dei casalesi: Francesco Schiavone, detto Sandokan, il capo indiscusso, il suo (ormai ex) braccio destro Francesco Bidognetti, soprannominato Cicciotto 'e mezzanotte, e i due boss latitanti che avrebbero acquisito in questi anni il ruolo di reggenti dell'organizzazione, ovvero Antonio Iovine e Michele Zagaria.
Sono stati respinti in via definitiva tutti i ricorsi presentati dai 24 imputati condannati precedentemente in appello, e 16 furono ergastolani, fra i quali Francesco Schiavone (Sandokan), Francesco Bidognetti, e i latitanti Michele Zagaria e Antonio Iovine. Vennero confermate anche le altre otto condanne, fra le quali quella per Antonio Basco (a 21 anni), Luigi Diana (a 16 anni), oggi pentito, e Nicola Pezzella (a 15 anni).

## Vicende correlate
Dal processo - che incontrò diverse difficoltà - seguito da vari magistrati tra i quali Raffaello Magi, è emerso anche un piano del clan casalese per uccidere il senatore Lorenzo Diana, come si può leggere nell'interrogazione parlamentare dell'11 dicembre 2000, firmata da un nutrito gruppo di parlamentari. Il senatore Diana, che ha combattuto con determinazione e costanza la camorra, è stato bersaglio di molte intimidazioni da parte del clan.